# Park-šuma Savska opatovina
Park-šuma Savska opatovina, park-šuma u Hrvatskoj i jedna od 17 park-šuma na prostoru Grada Zagreba. Nalazi se uz rijeka Savu. Ukupna površina iznosi 68,80 ha, od čega je 33,47 ha u državnom, a 14,33 ha u privatnom vlasništvu. Prosječna drvna zaliha iznosi 290 m3/ha, a prirast 8,00 m3/ha. To su topolove sastojine u dobi od 30-60 godina vrlo slabog obrasta (0,1-0,4). Osim toga postoji i jedna kultura običnog bora u dobi od 30 godina. Sastojinu je nužno njegovati i istovremeno obnavljati unoseći bijelu i crnu topolu, bijelu vrbu i euroameričke topole. Na boljim staništima pod zastorom starije sastojine moguće je unositi hrast lužnjak, a na čistinama poljski jasen i crnu johu. S obzirom na to da je ovo jedina ritska šuma topola i vrba od preostalih 16 park-šuma, a imajući u vidu europski trend čuvanja i širenja istih, trebalo bi uložiti dosta stručnog rada da se revitalizira.
Državnih šuma je 33,47 ha, privatnih 14,33 ha, ostalih površina 21,00 ha. Prosječna drvna zaliha je 290,00 prostornih metara po hektaru. Prosječni godišnji tečajni prirast je 8,00 prostornih metara po hektaru.